# Last Christmas (film)
Last Christmas er en britisk-amerikansk julefilm i genren komedie-drama fra 2019, instrueret af Paul Feig og skrevet af Emma Thompson og Bryony Kimmings. I hovedrollerne er Thompson, Emilia Clarke, Henry Golding og Michelle Yeoh. Filmens titel bygger på sangen "Last Christmas" af Wham! og dets soundtrack er udelukkende bestående af værker af George Michael, inkl. sangen "This Is How We Want You To Get High", som ikke var blevet udgivet forud for filmens premiere. Filmen fik en hovedsagelig negativ modtagelse af anmelderne.

## Medvirkende
- Emilia Clarke som Kate (Katarina)
  - Madison Ingoldsby som ung Kate
- Henry Golding som Tom
- Michelle Yeoh som "Julle" ("Santa")
- Emma Thompson som Adelia
- Rebecca Root som Dr. Addis
- Lydia Leonard som Marta
  - Lucy Miller som ung Marta
- Patti LuPone som Joyce
- Ingrid Oliver som politikvinde Crowley
- Rob Delaney som teaterdirektør
- Peter Serafinowicz som teaterproducent
- Peter Mygind som "Boy" (Krediteret som "The Dane aka Boy")
- Andrew Ridgeley fra Wham! har en gæsteoptræden og medvirker i en af filmens afsluttende scener[1]

## Plot
Kate (Emilia Clarke) kan ikke finde sin plads i livet. Hun brokker sig over alt i tilværelsen og træffer konstant de forkerte beslutninger iklædt bjælder på skoene og nissekostume som hendes job kræver, at hun har på.
Men så møder hun den fantastiske Tom (Henry Golding) og kan næsten ikke tro på sit eget held. Langsomt tør hun igen lukke drømmene ind og lytte til sit hjerte nu med hans hånd i hendes. Sammen går de to julen i møde med kærlighed i hjertet og mod på livet, for hvad skulle dog kunne gå galt?

## Produktion

### Udvikling
Filmens produktion begyndte i 2010, hvor Emma Thompson første gang blev tilbudt at skrive manuskriptet til filmen, der skulle baseres på sangen Last Christmas af Wham!, skrevet af George Michael. Produktionsselskabet Universal Studios havde tidligere haft succes med julefilm i form af Love Actually, The Holiday og de to spillefilm baseret omkring karakteren Grinch. Thompson udviklede historien med Greg Wise, og hendes manuskriptet blev bearbejdet af den debuterende Bryony Kimmings. Thompson tilbød instruktørstillingen til Paul Feig, de to kendte hinanden fra filmen Late Night, som Feig oprindeligt skulle have instrueret. Filmens produktion blev officelt annonceret i oktober 2018. Historien indeholder subplot om hjemløse, hvilket afspejler Michaels filantropiske arbejde, hvilket han udførte anonymt. Plottet finder sted i år 2017 og filmens manuskript indeholder referencer til diskussionen om Brexit.

### Casting
Emilia Clarke fik hovedrollen som Kate, mens Henry Golding fik rollen som Tom. Clarke havde tidligere haft succes med genren i form af filmen Mig Før Dig som indtjente $208 millioner på verdensplan, hvor den solgte 115.996 biografbilletter i Danmark. Last Christmas markerede Clarkes første rolle efter hun havde færdiggjort sit arbejde på HBO-serien Game of Thrones, hvis afsluttende sæson havde medført en stor del medieomtale og online diskussion, ofte i negativ diskurs. Golding året forinden haft sit gennembrud med det amerikanske biografhit Crazy Rich Asians, som trods sin succes ikke blev udgivet i danske biografer. Golding havde arbejdet med instruktør Feig på produktionen A Simple Favor. Michelle Yeoh blev castet som Kates chef Santa, hvorved hun blev genforenet med Golding, som portrætterede hendes søn i Crazy Rich Asians.
Peter Mygind blev valgt til rollen som "Boy", den romantiske interesse for Michelle Yeohs karakter. Han indspillede sin audition i samarbejde med sin kone og søn, hvor konen læste Yeohs replikker, mens sønnen filmede prøven. Mygind påbegyndte optagelser mindre end en uge efter han var blevet informeret om rollen. Ingrid Oliver har en rolle som politibetjent og skulle til sin audition ikke læse fra manuskriptet, men i stedet improvisere i samarbejde med Emma Thompson.

### Optagelse
Filmen optog på lokation i London, mellem november 2018 til februar 2019, hvor lokationer inkluderede Covent Garden, St. Marys Church i Marylebone, Phoenix Garden og Cecil Court ved Charing Cross.

## Udgivelse
Filmen blev udgivet på 35 års jubilæet for julesangen Last Christmas af Wham!. Filmen havde sin verdenspremiere i New York i slutningen af oktober 2019, mens den engelske premiere fandt sted ved Covent Garden i London, hvor Emilia Clarke, Henry Golding og Emma Thompson visiterede den røde løber.
Filmen er akkompagneret af essay-samlingen Last Christmas: Memories of Christmases past – and hopes for future ones, som indeholder litterære bidrag fra Meryl Streep, Emily Watson, Graham Norton, Stephen Fry og Olivia Colman, samt anekdoter fra flygninge og hjemløse. Den indeholder også Thompsons personlige historie om da hun mødte sin søn, flygtningen Tindy, som hun mødte til et jule-arrangement. Overskuddet fra bogen går til velgørenhed.
Filmen havde dansk premiere 14. november 2019, hvor den åbnede samme dag som det amerikanske biografiske drama Le Mans '66, og det danske drama Onkel.

## Modtagelse

### Anmeldelser
Den britiske presse var hovedsageligt ikke begejstret for filmen. Lignende fik filmen en negativ reception af de danske anmeldere. Ekko gav filmen en vurdering af to stjerner ud af seks mulige og beskrev filmen som værende forudsigelig og overfladisk. Samme vurdering fik filmen fra Jyllands-Posten, der mente at filmen var utroværdig. Anmelderne ved henholdsvis Politiken, Berlingske og B.T. vurderede alle filmen 3 ud af 6. Mere positiv stemt var Soundvenue der roste filmen for at være nemt modtagelig og krediterede med en vurdering på 4 ud af 6, trods kritik af Paul Feigs instruktion. Samme positive respons fik den fra GO' Morgen Danmark på TV2.

### Indtjening
Filmen åbnede #4 på den amerikanske biografhitliste, hvor den indtjente $11 millioner fra billetsalg. Den åbnede på første-pladsen i England, hvor den erstattede krimidramaet Joker øverst på biograf-hitlisten, men opgav topplaceringen til Frost 2 ugen efter.

## Soundtrack
Filmens soundtrack er bestående af sange skrevet, produceret og opført af George Michael, enten som solo-kunster eller som led i gruppen Wham!. Albummet blev udgivet digitalt og på vinyl. På soundtracket medvirker den ikke før-udgivede This Is How (We Want You To Get High). George Michael arbejdede på sangen i samarbejde med James Jackman i 2015 og den blev udgivet i danske radioer 06. november 2019, en uge inden filmens danske biografpremiere. Det er blevet bekræftet at Emilia Clarke selv leverer vokaler på filmens cover-udgave af Last Christmas. Hendes udgave er ikke blevet udgivet officielt.

### Officiel trackliste
- "Last Christmas"
- "Too Funky"
- "Fantasy"
- "Praying For Time"
- "Faith"
- "Waiting For That Day"
- "Heal The Pain"
- "One More Try"
- "Fastlove Part 1"
- "Everything She Wants"
- "Wake Me Up Before You Go-Go"
- "Move On"
- "Freedom! ‘90"
- "Praying For Time"
- "This Is How (We Want You To Get High)"